# Dirty Bass
Dirty Bass é o quarto álbum de estúdio do grupo americano Far East Movement lançado em 18 de maio de 2012 disponível para descarga digital no iTunes. O álbum foi produzido por RedOne, Sidney Sampson e Martin Kierszenbaum e contém participações de Justin Bieber, Pitbull, Natalia Kills, Bill Kaulitz do Tokio Hotel e do rapper americano YG. O álbum foi precedido por dois singles "Live My Life" e "Dirty Bass". "Live My Life" com participação do cantor canadense Justin Bieber atingiu a posição de número 21 na Billboard Hot 100, enquanto "Dirty Bass" com participação do rapper Tyga não conseguiu atingir nenhuma posição.
As músicas "Like a G6" e "Rocketeer" do álbum Free Wired (2010) são incluídas em algumas versões do álbum.
Inicialmente o álbum tinha data prevista de lançamento para 8 de maio de 2012 mais foi adiado.

## Singles
A canção "Live My Life" com participação do cantor canadense Justin Bieber foi lançada como single de avanço do disco no iTunes em 28 de fevereiro de 2012, o vídeo foi gravado no dia 6 de março de 2012. O videoclipe foi disponibilizado em 23 de março de 2012 sendo filmado em Amsterdã, Países Baixos e dirigido por Mickey Finnegan.
A faixa "Dirty Bass" com participação de Tyga foi lançado como segundo single em 10 de maio de 2012. O videoclipe foi lançado em 8 de maio de 2012.
A canção "Turn Up the Love" com participação da banda barbaense Cover Drive foi lançada como terceiro single em 21 de junho de 2012. Ela atingiu a oitava posição na Nova Zelândia, décima segunda na Holanda, décima terceira no Reino Unido e décima quarta na Irlanda.
"Where the Wild Things Are" foi lançado como quarto single do álbum em 15 de julho de 2012. A canção conta com a participação de Crystal Kay.

## Faixas
| Edição padrão |                                                                                                | |                                                                |         |  |
| N.º           | Título                                                                                         | Compositor(es) | Produtor(es)                                                   | Duração |  |
| 1.            | "Dirty Bass" (com participação de Tyga)                                                        | Kevin Nishimura, James Roh, Jae Choung, Virman Coquia, Michael Stevenson, Jonathan Yip, Ray Romulus, Jeremy Reeves, Nathan Walker                                  | Stereotypes                                                    | 3:29    |  |
| 2.            | "Live My Life" (com participação de Justin Bieber)                                             | Nadir Khayat, Justin Bieber, John Mamann, Jean-Claude Sindress, Yohanne Simon, Bilal Hajji, Nishimura, Roh, Choung, Coquia, Walker                                 | RedOne, De Paris                                               | 3:57    |  |
| 3.            | "Where the Wild Things Are" (com participação de Crystal Kay)                                  | Nishimura, Choung, Coquia, Roh, Walker, Yip, Reeves, Romulus, R. McCullough                                                                                        | Stereotypes                                                    | 3:42    |  |
| 4.            | "Turn Up the Love" (com participação de Cover Drive)                                           | Roh, Choung, Coquia, Nishimura, M. Baier, A. Schuller, R. Reed | Axident, Wallpaper                                             | 3:16    |  |
| 5.            | "Flossy" (com participação de My Name Is Kay)                                                  | Yip, Reeves, Romulus, McCullough, Walker, Choung, Roh, Nishimura, Coquia                                                                                           | Stereotypes                                                    | 3:33    |  |
| 6.            | "If I Die Tomorrow" (com participação de Bill Kaulitz do Tokio Hotel)                          | Nishimura, Roh, Choung, Coquia, Yip, Reeves, Romulus, McCullough, M. Hamilton, Walker                                                                              | Stereotypes                                                    | 4:07    |  |
| 7.            | "Ain't Coming Down" (com participação de Sidney Samson & Matthew Koma)                         | Nishimura, Roh, Choung, Coquia, Walker, Sidney Sampson, Leeroy Jones                                                                                               | Sidney Samson, Leroy Styles*                                   | 3:35    |  |
| 8.            | "Candy" (com participação de Pitbull)                                                          | Yip, Reeves, Romulus, Watson, H. Coney, Hamilton, Nishimura, Roh, Choung, Coquia, Armando Perez                                                                    | Stereotypes                                                    | 3:58    |  |
| 9.            | "Fly With U" (com participação de Cassie)                                                      | Dallas Austin, C. Nitta, K. Nishimura, J. Roh, J. Choung, V. Coquia, N. Walker, Gigi D'Agostino, C. Montagner, P. Sandrini, D. Leoni                               | Dallas Austin, Cory Nitta                                      | 3:31    |  |
| 10.           | "Show Me Love" (com participação de Alvaro)                                                    | J. Helderman, O. Popken K. Nishimura, J. Roh, J. Choung, V. Coquia, N. Walker                                                                                      | Alvaro & Orpheo                                                | 3:52    |  |
| 11.           | "Live My Life (Party Rock Remix)" (com participação de Justin Bieber & Redfoo)                 | RedOne, J. Mamann, J. Claude Sindres, Y. Simon, B. “The Chef” Hajji, K. Nishimura, J. Roh, J. Choung, V. Coquia, N. Walker, J. Bieber, S.K. Gordy, M. Kierszenbaum | RedOne & De Paris, remixada & co-produzida por Redfoo do LMFAO | 4:16    |  |
| 12.           | "Little Bird"                                                                                  | L. Feist, M. Kierszenbaum, K. Nishimura, J. Roh, J. Choung, V. Coquia, J. Beck, D. Salole                                                                          | Cherry Cherry Boom Boom                                        | 3:07    |  |
| 13.           | "Basshead" (com participação de YG)                                                            | Shondae Crawford, K. Nishimura, J. Roh, J.Choung, V. Coquia, Keenan Jackson                                                                                        | Bangladesh                                                     | 3:49    |  |
| 14.           | "Lights Out (Go Crazy)" (Junior Caldera com participação de Natalia Kills & Far East Movement) | J. Dumas, J. Carret, N. Kills, K. Nishimura, J. Roh, J. Choung, V. Coquia                                                                                          | Junior Caldera & Julien Carrret                                | 3:10    |  |

| Edição de luxo |                                                                    |                                                                       |                               |         |  |
| N.º            | Título                                                             | Compositor(es)                                                        | Produtor(es)                  | Duração |  |
| 15.            | "Like a G6" (com participação de The Cataracs & Dev)               | David Singer-Vine, Niles Holowell-Dhar                                | The Cataracs                  | 3:39    |  |
| 16.            | "Rocketeer" (com participação de Ryan Tedder)                      | Bruno Mars, Jonathan Yip, Jeremy Reeves, Ray Romulus, Philip Lawrence | Stereotypes, The Smeezingtons | 3:33    |  |
| 17.            | "Change Your Life" (com participação de Flo Rida & Sidney Samson)  | K. Nishimura, J. Roh, J. Choung, V. Coquia, Tramar Dillard, S. Samson | Sidney Samson                 | 3:38    |  |
| 18.            | "Lovetron" (com participação de Travis Garland)                    |                                                                       |                               | 3:36    |  |
| 19.            | "For All"                                                          |                                                                       |                               | 3:43    |  |
| 20.            | "Monsuno"                                                          |                                                                       | Animated Series               | 3:01    |  |
| 21.            | "Turn Up the Love (R3hab Remix)" (com participação de Cover Drive) |                                                                       |                               | 3:58    |  |

| Faixa bônus do iTunes |                                                                      | |                                                          |         |  |
| N.º                   | Título                                                               | Compositor(es) | Produtor(es)                                             | Duração |  |
| 15.                   | "Like a G6" (com participação de The Cataracs & Dev)                 | David Singer-Vine, Niles Holowell-Dhar                                                                                             | The Cataracs                                             | 3:39    |  |
| 16.                   | "Rocketeer" (com participação de Ryan Tedder)                        | Bruno Mars, Jonathan Yip, Jeremy Reeves, Ray Romulus, Philip Lawrence                                                              | Stereotypes, The Smeezingtons                            | 3:33    |  |
| 17.                   | "Live My Life" (com participação de Justin Bieber) (Jaywalker Remix) | Nadir Khayat, Justin Bieber, John Mamann, Jean-Claude Sindress, Yohanne Simon, Bilal Hajji, Nishimura, Roh, Choung, Coquia, Walker | RedOne & De Paris, remixing & co-production by Jaywalker | 5:17    |  |
| Duração total:        | Duração total:                                                       | Duração total: | Duração total:                                           | 58:34   |  |

Notas
- A faixa "Fly With U" contém um sample da música "L'Amour Toujours" de Gigi D'Agostino.[10]

## Posições
| País — Tabela musical (2012)              | Posição de pico |
| ----------------------------------------- | --------------- |
| Alemanha — German Albums Chart            | 95              |
| Austrália — Australian Albums Chart       | 37              |
| Bélgica — Belgian Albums Chart (Flanders) | 186             |
| Bélgica — Belgian Albums Chart (Valónia)  | 186             |
| Canadá — Canadian Albums Chart            | 25              |
| Estados Unidos — Billboard 200            | 190             |
| Japão — Japanese Albums Chart             | 1               |
| Suiça — Swiss Albums Chart                | 78              |

## Histórico de lançamento
| País           | Data                | Formato          | Gravadora          |
| -------------- | ------------------- | ---------------- | ------------------ |
| Reino Unido    | 18 de maio de 2012  | Descarga digital | Interscope Records |
| Brasil         | 18 de maio de 2012  | Descarga digital | Interscope Records |
| Espanha        | 18 de maio de 2012  | Descarga digital | Interscope Records |
| Canadá         | 12 de junho de 2012 | CD               | Interscope Records |
| Estados Unidos | 12 de junho de 2012 | CD               | Interscope Records |